# توني جوزيه
توني جوزيه (17 فبراير 1929 - 3 فبراير 1972) (بالإنجليزية: Tony Jose)‏ هو لاعب كريكت أسترالي.

## وصلات خارجية
- توني جوزيه على موقع إي آس بي آن كريك إنفو (الإنجليزية)